# Федосов Іван Олексійович
Іван Олексійович Федосов (рос. Иван Алексеевич Федосов, нар. 11 вересня 1929, Курська область, РРФСР — пом. 15 червня 2001, Донецьк, Україна) — радянський футболіст, нападник, згодом — футбольний тренер.

## Кар'єра гравця
У 1946 році розпочав футбольну кар'єру в команді «Динамо» (Ростов-на-Дону). У 1948—1950 роках захищав кольори клубу з Красного Сулину, який спочатку називався «Сталь», а потім — «Металург». У 1951 році перейшов до «Шахтаря» (Шахти). У 1952 році прийняв запрошення сталінського «Шахтаря», в якому виступав протягом 9 років. У 1960 році перейшов до миколаївського «Суднобудівника», в складі якого й завершив ігрову кар'єру.

## Кар'єра тренера
По завершенні кар'єри гравця розпочав тренерську діяльність. На початку 1961 року приєднався до тренерського штабу «Азовсталі» (Жданов). У травні 1963 року очолив команду, якою керував до липня 1964 року. З початку 1965 року й до липня того ж року знову очолював ждановський колектив, який уже мав назву «Азовець». У 1970 році тренував «Металург» (Красний Сулин). У 1971—1972 роках тренував «Авангард» (Севастополь).
15 червня 2001 році помер у Донецьку у віці 72 років.

## Досягнення

### Як гравця
«Шахтар» (Сталіно)
- Перша ліга чемпіонату СРСР
  -  Чемпіон (1): 1954 (Клас Б)
  -  Бронзовий призер (1): 1953 (Клас Б)